# Vietnamesische Literatur
Vietnamesische Literatur ist von vietnamesisch Sprechenden mündlich überlieferte (văn học miệng, Volksliteratur) und schriftgebundene Literatur (văn học bác học, Gelehrtenliteratur). Die Werke wurden – abhängig von den jeweils herrschenden Machtverhältnissen – in unterschiedlichen Sprachen verfasst.
Vietnam war über einen langen Zeitraum seiner Geschichte stark beeinflusst von China; dadurch sind viele der geschriebenen Werke aus dieser Zeit in klassischem Chinesisch überliefert. Die Entwicklung von chữ Nôm während des 10. Jahrhunderts erlaubte es Schriftstellern unter Verwendung modifizierter chinesischer Schriftzeichen in Vietnamesisch zu dichten. Obwohl es im Vergleich zu Chinesisch als minderwertiger angesehen wurde, gewann chữ nôm nach und nach an Ansehen. Es gedieh im 18. Jahrhundert, als viele wichtige vietnamesische Schriftsteller und Dichter ihre Werke verfassten und es für kurze Zeit die offizielle Schriftsprache wurde.
Im 17. Jahrhundert wurde ein vietnamesisches Alphabet, die Quốc-Ngữ-Schrift, entwickelt. Diese konnte sich jedoch lange Zeit nicht durchsetzen. Erst ab der Mitte des 20. Jahrhunderts sind alle vietnamesischen literarischen Werke  in quốc ngữ verfasst.

## Formen

### Volkstümliche Literatur
Vietnamesische Volksliteratur ist eine Vermengung von vielerlei Formen. Es ist nicht nur eine mündliche Tradition, sondern ein Mix dreierlei Medien: verborgen (ausschließlich in der Erinnerung der volkstümlichen Autoren behalten), festgehalten (geschrieben) und gezeigt (veröffentlicht). Volkstümliche Literatur gibt es gewöhnlich in vielen Versionen, mündlich überliefert und mit unbekannten Autoren. Zu ihr gehören Mythen, Geschichten über übernatürliche Dinge, Helden und Götter, Legenden, Fabeln, Rätsel, Märchen und Sagen.
Sie reflektieren die Ansichten, Sitten und Bräuche der Menschen des Altertums. Es handelt sich um  Schöpfungsgeschichten, Geschichten über ihre Ursprünge (Lạc Long Quân, Âu Cơ) und über kulturelle Helden (Sơn Tinh – Thủy Tinh).

### Gelehrtenliteratur
Diese Form der Literatur erhielt ihren Namen vor allem, weil sie vornehmlich von gebildeten, d. h. lese- und schriftkundigen Kreisen getragen wurde. Dabei handelt es sich ausnahmslos um die herrschende Feudalklasse Vietnams.

### Ca dao
Ca dao sind die volkstümlichen Weisen und Gedichte der einfachen Leute.

## Epochen

### Epoche des klassischen Chinesisch
Viele offizielle Dokumente der Geschichte Vietnams wurden in klassischem Chinesisch geschrieben. Dies waren offizielle Ankündigungen vietnamesischer Könige, königliche Geschichte, Unabhängigkeitserklärungen von China und Gedichte.
Die Chinesische Schrift ist modernen Vietnamesisch-Sprechenden heute nicht nur fremd, diese Werke sind aufgrund der chinesischen Syntax und teilweise wegen des Vokabulars oft unverständlich, selbst wenn sie im Nachhinein ins moderne quốc ngữ übersetzt wurden. Erst die Übersetzung in das Vietnamesische erbrachte Verstehbarkeit für den vietnamesischen Leser.